# كوين غراي
كوين غراي (بالإنجليزية: Quinn Gray)‏ هو لاعب كرة قدم أمريكية أمريكي، ولد في 21 مايو 1979 في فورت لودرديل في الولايات المتحدة.

## وصلات خارجية
- كوين غراي على موقع مرجع كرة القدم المحترفة.كوم (الإنجليزية)